# أفريقش بن قيس
أفريقش بن قيس بن صيفي  أحد ملوك التبابعة الذين حكموا اليمن. يقال أنه هو أول من أطلق على سكان شمال أفريقيا اسم البربر. فبحسب الرواية التي شكك ابن خلدون بمضمونها في المقدمة وذكرها في ما بعد بنصها في كتاب العبر  غزى أفريقش شمال أفريقيا زمن عهد موسى، أو قبله بقليل وحين سمع كلام البربر قال «ما هذه البربرة» فأخذ عنه هذا الاسم. وأضاف أنه وطن قبائل من حمير في الشمال الإفريقي فاختلطوا بالسكان ونتج عنهم صنهاجة وكتامة.